# هجوم شرق حمص (2017)
لقد كان هجوم شرق حمص بعام 2017 عملية عسكرية للجيش العربي السوري وحلفائه في الجزء الشرقي لمحافظة حمص ضد تنظيم الدولة الإسلامية خلال الحرب الأهلية السورية.

## المقدمة
لقد سيطر الجيش السوري على منطقة مثلث تدمر، وقلعة تدمر، وقلعة قطري، وقرية العامرية، وكذلك العديد من قمم التلال بما في ذلك جبل حيال وجبل الطار بعد الهجوم في الأول من مارس. وفي نفس ذلك اليوم، كان الجيش السوري والحلفاء المدعومين بالطائرات الحربية قد دخلوا إلى مدينة تدمر الحديثة واستولوا على شارع المتقاعدين بعد استيلائهم على المقاطعات الغربية والشمالية الغربية من المدينة وسط معلومات بشأن التراجع من قِبل داعش عن المدينة. وفي اليوم التالي، أطلقت داعش هجوماً مضاداً فاشلاً حيث أعقبه الجيش العربي السوري بالهجوم وفرض السيطرة الكاملة على جبل الطار وقلعة تدمر. ومن ثَّم قامت داعش لاحقاً بالانسحاب من أغلب مدينة تدمر، بعد أن قاموا بتلغيم العديد من الأماكن بالمدينة، ومع ذلك، فقد تركوا ورائهم الانتحاريين في الأحياء الشرقية من مدينة تدمر، لتغطية انسحاب داعش، وعرقلة تقدم الجيش السوري. وفي الثاني من مارس، استعاد الجيش السوري مدينة تدمر بأكملها، بعد انسحاب داعش الكامل من المدينة. وفي اليوم التالي، سيطر الجيش السوري على مطار تدمر، وأصبح بحوزتهم بالكامل في الرابع من مارس بعد أن تم إجبار داعش على التراجع إلى صوامع الحبوب بتدمر شرقيَّ المطار.

## الهجوم

### تقدُّم الجيش نحو شمال تدمر؛ والاستيلاء على حقول نفط جزل
في الخامس من مارس عام 2017، قام الجيش السوري بالسيطرة على كل التلال من جنوب حقول نفط جزل، وحتى شمال غرب مدينة تدمر. وقد هاجموا لاحقاً حقول النفط أيضاً مجبِرين داعش على الانسحاب. وقد قام التنظيم بإشعال النيران بحقول النفط أثناء تراجعهم. وفي اليوم التالي، قام الجيش السوري بتأمين حقول نفط جزل بالكامل واستولوا على جبل جزل المجاور أيضاً.
في السابع من مارس، قام الجيش السوري بالسيطرة على جبل العامرية والتلال المحيطة به، وقاموا بإخماد النيران وتأمين صوامع الحبوب بتدمر. وفي الثالث عشر من مارس، قام الجيش السوري بالسيطرة على محطة تدمر للكهرباء ومنطقة سبخة الموح جنوب مدينة تدمر. ثم في نفس اليوم، سيطر الجيش السوري على صوامع الحبوب بتدمر. وقد سيطروا على وادي الأحمر بنفس اليوم أيضاً. وفي الرابع عشر من مارس، سيطر الجيش السوري على جبال المستديرة بشمال شرق مدينة تدمر. ثم فيما بعد، سيطر الجيش السوري على حقول غاز المستديرة في الساعات المبكرة من الصباح.
في الخامس عشر من مارس، وصل الجيش السوري إلى مفترق طريق تليلة حيث وقعت اشتباكات. و في اليوم التالي، سيطر الجيش السوري على جبل مزار، والمخزن المركزي لحجَّانة المجاور، وحقول تدمر للغاز، حيث تمت السيطرة رسمياً على جميع المراكز الهامة في أنحاء مدينة تدمر.
في السابع عشر من مارس، أطلق الجيش السوري هجوماً على مفترق طريق تليلة وجبال العنتر. وبعد يومين، استولت القوات الحكومية على سلسلة الجبال الواقعة شمال جبل مزار الذي تمت السيطرة عليه مؤخراً. و قد مكَّنهم هذا على السيطرة على النيران بجبال الحرم المجاورة الواقعة بشمال ريف تدمر. ثم في وقتٍ لاحق من اليوم، قام الفيلق الخامس من الجيش السوري بتأمين جبال تليلة أيضاً الواقعة على بعد 20 كم جنوب غرب مدينة تدمر.
في الثالث والعشرين من مارس، هاجمت داعش إحدى قواعد الجيش السوري العسكرية بشرق مدينة تدمر مما أسفر عن مصرع أربعة جنود. و قد تم صد الهجوم أخيراً من قِبل وحدة من
النخبة التي تم إنشاءها حديثاً حيث يلقبون بصائدي داعش حيث قاموا بقتل 24 مهاجماً وإصابة 12. وتم تدمير سيارة تابعة لداعش أيضاً.
في السابع والعشرين من مارس، سيطر الجيش على أربعة جبال وقاعدة اللواء 550 وعدة نقاط أخرى بشمال مدينة تدمر. وقد دفعت هذه التطورات الحكومة إلى حل سريع بشأن أزمة الطاقة التي دامت طويلاً وسط تقارير تفيد بأن داعش قد انسحبوا من حقول غاز جراح وشاعر بعد فترة وجيزة من سيطرة الجيش السوري على قمم الجبال بشمال غرب تدمر. وقد أطلقت هجوماً جديداً في الريف الشرقي لمدينة تدمر في الواحد والثلاثين من مارس، حيث استهدفوا الطريق إلى حقول غاز آراك الاستراتيجية. ولقد سيطر الجيش العربي السوري على بعض النقاط على طريق تدمر - السخنة خلال اليوم.
في الثاني من أبريل، سيطر الجيش السوري على جبل أبو الظهور في شرق حمص. وقد مكنَّهم هذا من السيطرة على النيران في سد أبو قلة ووادي الحسو. وقد ورد أن الجيش السوري سيطر على جبل التاج أيضاً. و في الرابع من أبريل، تمت السيطرة على منطقة سلسلة جبال بشمال تدمر تطل على حقول غاز آراك.
بعد الهجوم الصاروخي من طراز توماهوك الذي نفذته الولايات المتحدة الأمريكية على قاعدة شعيرات الجوية، فقد شنت داعش هجمات على كتائب الجيش السوري في تدمر، مستغلين غياب الغارات الجوية السورية شرق حمص. و قد هاجموا نقاط التفتيش خارج قرية الفرقلس، ولكن تم صد الهجوم من قبَل قوات تأمين طريق حمص- تدمر.

### تقدُّم الجيش جنوب تدمر
في السابع من أبريل، تقدم الجيش السوري عدة كيلومترات على طول الطريق السريع 90 متراً جنوب تدمر، مسيطراً على المزارع، ومحجر، ومضمار سباق. و قد قطع هذا التقدم واحداً من خطوط الإمدادات الخاصة بداعش في المنطقة. ثم بعد ثلاثة أيام، سيطر الجيش علي مواقع داعش في الأجزاء الشرقية من جبال الأبتر، وهناك تقارير تفيد بأنها وصلت إلى مفترق طريق الصوَّانة أثناء الاندفاع نحو مناجم خنيفيس للفوسفات. وفي الحادي عشر من أبريل، تقدم الجيش إلى مناطق جبال الأبتر، وماتلأ السكر، وقصر الحلابات.

### استمرار تقدُّم الجيش بالشمال؛ والاستيلاء على حقول نفط الشاعر
قالت وكالة أعماق الإخبارية في الرابع والعشرين من أبريل بأن داعشاً قد قتلت أحد عشر جندياً سورياً بالقرب من سبخة الموح شرق تدمر. وفي الثامن عشر من أبريل، سيطر الفيلق الخامس من الجيش العربي السوري بالتعاون مع كتيبة الدبابات الثامنة عشر على سد أبو كيلا.
في الرابع والعشرين من أبريل، سيطر الجيش العربي السوري بقيادة وحدة صائدي داعش على عدة نقاط مطلة على حقول غاز الشاعر. وفي السادس والعشرين من أبريل، استولت على حقول غاز الشاور، وكذلك جميع التلال التي تطل عليها. ثم في السابع والعشرين من أبريل، سيطر الجيش العربي السوري تحت قيادة الفيلق الخامس بمساعدة المروحيات الروسية على القاعدة المدرعة المهجورة، مُتوسعين في المكاسب التي تم تحقيقها قبل يوم واحد حين سيطروا على حقول غاز الشاعر. وفي نفس اليوم سيطر الجيش السوري على منطقة جبل البيضاء بأكمله. وفي الثامن والعشرين من أبريل، سيطر الجيش على جميع آبار النفط الموجود بحقول غاز الشاعر. وقد بدأت القوات الحكومية في إزالة الألغام التي كانت مشتعلة في حقول الغاز أيضاً.

### الطريق السريع المُؤمَّن بحمص؛ والمعركة في جبال الشومرية
في الثلاثين من أبريل، سيطر الجيش العربي السوري بدعم من قِبَل قوات الدفاع الوطني على ست قرى وقمتي تل في شمال شرق مدينة حمص. وقد ساعدهم هذا التقدم على تأمين الطريق السريع تدمر- حمص، وخط الإمدادات الرئيسي لتدمر. وفي الثاني من مايو، نفَّذت داعش هجوماً مضاداً فيما بين صوامع تدمر ومفترق طريق تليلة، حيث زعمت وكالة أعماق الإخبارية أن التنظيم قد استولى على عدة مواقع مركزية وقتلوا أحد عشر جندياً.
في الثالث من مايو، سيطر الجيش العربي السوري على جبال الشومرية، غرب مدينة تدمر، وثلاثة قرى بالقرب منه أيضاً. و في اليوم التالي، سيطرت القوات الموالية للحكومة على أربعة مواقع بالقرب من مفترق طريق تليلة. وفيما بين الفترة من السادس إلى العاشر من مايو، سيطر الجيش العربي السوري على ستة قمم أعلى شرق جمال الشومرية وبالقرب من حقول غاز الشاعر. ثم في الثاني عشر من مايو، نجح الجيش العربي السوري بدعم من القوات الجوية الروسية في السيطرة على منطقة تليلة بأكملها. وكما سيطروا أيضاً على المحاجر شرق جبال الشومرية، بالإضافة إلى منطقة المشيرفة الجنوبية، ومن ثم السيطرة على النيران على طول الطريق الذي يربط بين قرى جباب حمد، ورسم حميدة، وهبرة الغربية.

## آثار الهجوم
كجزء من الهجوم لطرد المتمردين وداعش من الجزء الجنوبي للصحراء السورية، تم فتح ست جبهات من قِبَل الجيش، بما في ذلك جنوب وشرق تدمر.